# Représentation de la ville dans l'art
La représentation de la ville dans l'art est liée à la question plus générale de la mimèsis, représentation artistique du réel, débattue depuis l'Antiquité. À l'époque contemporaine, la ville est représentée comme un espace de disruption, dont la complexité constitue un défi pour les artistes qui souhaitent la représenter.

## Généralités
Observer comment les villes se construisent dans l'art et comment elles y sont représentées permet d'appréhender comment est perçue la notion variable de ville, l'image qu'une certaine époque a de la ville. Ainsi, l’ensemble des images de la ville ne se réduit pas à ce qui est visible dans le texte mais embrasse aussi l’horizon des attentes dans lequel sont citées de multiples représentations et récits qui construisent et reconstruisent, écrivent et réécrivent la ville et ses imaginaires. L'espace urbain actualise et met en scène un projet, un imaginaire à travers lequel s'établissent les relations conceptuelles par lesquelles une société, un collectif ou une communauté pense la ville et oriente l'expérience de cet espace et les relations entre ceux qui l'habitent.
Ce qui caractérise la ville, c'est la complexité produite par la survivance, dans le même espace urbain, des successives transformations qui l’ont configurée. L’espace urbain n’est pas seulement le reflet d’une société, mais la société elle-même qui l’a produit,,. Étant donné que les formes urbaines sont produites, de la même manière que d’autres objets, elles représentent les attentes, les intérêts, tensions et conflits caractérisant les relations de pouvoir et de production qui les ont historiquement construites.

## Dans l'Antiquité
Comme l'explique Darío Villanueva (en), depuis la Grèce classique il y eut des débats sur la manière dont l'art représente la réalité. Le processus, appelé mimèsis, relie directement la réalité avec la création artistique et définirait la littérature comme l’expression esthétique du monde réel. Si pour Platon dans La République  la représentation littéraire de la réalité implique le danger d'une distorsion du réel, pour Aristote dans la Poétique, dans la tentative d’imiter la réalité, la littérature devient représentation, ce qui y ajoute une formalisation des faits historiques, ainsi qu’une stylisation esthétique,.

## Époque contemporaine

### XXesiècle
La fiction en général, tout au long du XXe siècle, a caractérisé, créé et imaginé un regard pluriel et contradictoire de la ville, la reconstruisant comme un artefact narratif à partir duquel gérer son régime de visibilité et également comme une stratégie discursive destinée à questionner le sens des tensions et des conflits caractérisant les processus de transformation urbaine. La représentation cinématographique et littéraire de la ville, y compris dans ses versants les plus documentaires, n’a pas cherché le simple relevé d’une empreinte, d’un vestige ou témoignage d’un monde référentiel, déjà donné a priori, mais plutôt celui de la rencontre entre une certaine pensée filmique, littéraire, c’est-à-dire entre une forme d’écriture et d’organisation de matériaux expressifs,et une manière de penser et de donner du sens à la ville.
Pour l'architecte Carlos García Vázquez, à la différence des anciens modèles de ville, « [...] les visions urbaines nous renvoient à des formes de regard, c'est-à-dire non pas tant à ce qu'est la ville, mais à ce qui nous intéresse en elle, comment nous la filtrons, comment nous la projetons et comment nous nous projetons sur elle ». La métropole contemporaine devient ainsi une sorte de lasagne, une ville de pâte feuilletée formée de multiples couches, un paysage amalgamé composé de diverses formes construites qui, au fil du temps, se superposent les unes sur les autres. Cela implique aussi un empilement de sens, un palimpseste résultant des multiples et intriqués processus d’écriture et de réécriture qui eu pour résultat le texte urbain contemporain, ce texte dans lequel on peut lire, superposés et s’entremêlés les traces d’un intense travail de construction et de reconstruction de la ville et de la pensée urbaine contemporaine, et des pratiques créatives, artistiques et communicatives.
Tout au long du XXe siècle, la ville a été l'objet privilégié de représentation artistique — cinématographiques, littéraires ou picturales —, tant au niveau de la mise en scène de ses paysages et de l'horizon symbolique dessiné par les nouvelles architectures de la modernité — gratte-ciels, usines, chemins de fer —, qu'en termes de projection de ses récits sur l'histoire de fond des processus de destruction et reconstruction urbaine, en particulier ceux survenus dans la seconde moitié du XXe siècle.

#### Début duXXesiècle
Au début du XXe siècle, les futuristes italiens représentent le rythme accéléré de la ville à travers des contrastes chromatiques, la réitération des formes ou la fragmentation des objets. Le futurisme contribue à banaliser certaines thématiques en manipulant le contraste entre tradition et modernité à travers le prisme sensuel et social, comme avec les 800 000 tracts contenant le manifeste Contro Venezia passatista (it) (« Contre Venise passéiste »), lancés le 8 juillet 1910 depuis la Torre dell'Orologio sur la foule revenant du Lido, qui répudie « la Venise des étrangers, marché d'antiquaires faussaires, aimant du snobisme et de l'imbécillité universelle, lit défoncé par des caravanes d'amants, baignoire sabot incrustée de gemmes pour courtisanes cosmopolites, le plus grand cloaque du passéisme ».
Dans le roman, la rupture se manifeste dans la discontinuité narrative, dans la fragmentation du temps et de l’espace, dans une simultanéité et dans la pluralité des points de vue, par exemple, dans Berlin Alexanderplatz (1929), d’Alfred Döblin.
Parallèlement à ces transformations se manifeste un certain intérêt pour la manière dont l’espace métropolitain et la vie moderne affectent les individus. La ville est objet de réflexion privilégié pour philosophes, sociologues et écrivains. Il y a une sensation de rythme frénétique dans la grande ville moderne. Georg Simmel affirme que le fondement psychologique qui caractérise l'individu urbain est la croissance de la vie nerveuse qui tient son origine dans l'échange rapide et ininterrompu d'impressions internes et externes. La vie dans la ville moderne semblait produire une sorte de saturation des sens et bientôt l’art s'inscrira dans ce programme urbain. À propos de l’interaction dans la ville, Simmel mentionnait déjà l'« agglomération rapide d’images changeantes » ; les diverses « impressions qui s'imposent ».
Pour Walter Benjamin, le cinéma, de par sa nature discontinue et fragmentaire, procure à l’individu une série de chocs similaires à ceux vécus par l’ouvrier sur la chaîne de montage. Les peintres et écrivains ne peuvent plus représenter la ville moderne avec les formules traditionnelles. Dans le domaine de la peinture, les avant-gardes développent de nouvelles stratégies pour capturer et reproduire ce caractère fragmentaire.
La vision de la ville est une accumulation de données fragmentaires : situations, impressions, sensations, qui se succèdent dans le texte de manière brusque et chaotique. Le caractère fragmentaire du récit reflète la multiplicité des stimuli sensoriels dont parle Simmel ou les chocs de Walter Benjamin qui caractérisent l'expérience de la ville moderne. Les nouveaux rythmes du jazz, du ragtime et des compositions d’avant-garde reflètent le temps accéléré de la modernité. La représentation classique et unitaire de la ville et de ses points de vue privilégiés — centre historique, avenues, monuments, belvédères —, désormais soumise à une transformation accélérée, abandonne son objectif de donner à voir la ville comme un espace homogène pour proposer des images partielles, fragmentées, qui se projettent sur la réalité urbaine en processus de désintégration et dissipation.

#### Après la Seconde Guerre mondiale
Après les destructions et désastres de la Seconde Guerre mondiale se produit une nouvelle fracture, qui affecte non seulement la pure perception de la ville et la nostalgie d’une représentation totalisante de l'urbain, mais aussi le sens même de la ville. L'urbanisme européen lance des programmes colossaux de reconstruction des quartiers détruits, en appliquant des modèles de construction qui se répliquent et prolifèrent sur tout le territoire urbain, donnant lieu à de nouveaux espaces extrêmement rationalisés, répétitifs, agressifs et déshumanisés, qui sont mis en œuvre rapidement, déplaçant la population vers les périphéries nouvellement édifiées et produisant une sensation labyrinthique, de méconnaissable.

Dans L’Invention du quotidien, Michel de Certeau (1999) distingue deux manières de voir et de vivre la ville : celle du voyeur, de celui qui regarde, et celle de celui qui marche. En imaginant la contemplation de New York depuis le dernier étage du World Trade Center, qui regarde d'en haut, :

« L'agitation en est arrêtée, un moment, par la vision. La masse gigantesque s'immobilise sous les yeux. [...] Etre élevé au sommet du World Trade Center, c'est être enlevé à l'emprise de la ville. Le corps n'est plus enlacé par les rues qui le tournent et le retournent selon une loi anonyme ; ni possédé, joueur ou joué, par la rumeur de tant de différences et par la nervosité du trafic new-yorkais. Celui qui monte là-haut sort de la masse qui emporte et brasse en elle-même toute identité d'auteurs ou de spectateurs.Icare au-dessus de ces eaux, il peut ignorer les ruses de Dédale en des labyrinthes mobiles et sans fin. Son élévation le trans: figure en voyeur. Elle le met à distance. Elle mue en un texte qu'on a devant soi, sous les yeux, le monde qui ensorcelait et dont on était « possédé ». Elle permet de le lire, d'être un Œil solaire, un regard de dieu. Exaltation d'une pulsion scopique et gnostique. N'être que ce point voyant, c'est la fiction du savoir. »

Et au pied de la rue se trouvent ceux qui marchent, « les praticiens ordinaires de la ville » qui vivent l’espace urbain sans pouvoir le lire, au milieu du trafic routier, :

« C'est «en bas » au contraire (down), à partir des seuils où cesse la visibilité, que vivent les pratiquants ordinaires de la ville. Forme élémentaire de cette expérience, ils sont des marcheurs, Wandersmänner, dont le corps obéit aux pleins et aux déliés d'un « texte » urbain qu'ils écrivent sans pouvoir le lire. Ces praticiens jouent des espaces qui ne se voient pas; ils en ont une connaissance aussi aveugle que dans le corps à corps amoureux. Les chemins qui se répondent dans cet entrelacement, poésies insues dont chaque corps est un élément signé par beaucoup d'autres, échappent à la lisibilité. Tout se passe comme si un aveuglement caractérisait les pratiques organisatrices de la ville habitée. »

À la fin des années 1960 et au début des années 1970, de nouvelles explorations dans la fiction contribuant à déborder le projet de visibilité des villes. La représentation de la ville se transforme en un espace de dissidence sociale, de liberté sexuelle et de nouvelles recherches. Ce nouveau regard explore la ville ressentie, individuellement plutôt que collectivement, avec le contenu émotionnel et le projet de regards multiples, souvent contradictoires, qui prennent la ville comme objet d'étude et de questionnement formel
La ville moderne exige de nouvelles formes de discours dès qu'elle perd son sens privilégié et restrictif, imposé par une mise en scène emphatique, bourgeoise et monumentale qui est systématiquement questionnée par des stratégies discursives avec les mêmes dérives et itinéraires erratiques qui caractérisent l’expérience des villes contemporaines. La ville n’est plus représentée sous l’aspiration idéale et homogénéisatrice de regards omniscients ni à partir de la nostalgie d’un passé, peut-être illusoire, inscrit dans ses monuments, ses symboles ou ses recoins privilégiés, mais à partir de la proposition de figures qui malmènent le regard complaisant d’un spectateur ou d’un lecteur inaperçu des espaces ineffables de la banlieue, du terrain vague, de tous ces non-lieux que les villes en reconstruction ont rejetés ou différés jusqu’à leur prochaine appropriation.

#### Années 1980
Particulièrement dans les années 1980, la ville en crise et en déconstruction / reconstruction se prête à l'iconographie désolée d'espaces obsolètes, abandonnés par le démantèlement progressif d'une industrie qui avait occupé les espaces stratégiques de la ville et qui sont désormais l'objet de nouvelles déambulations et de voyages erratiques de la part de sujets qui ne parviennent pas à donner du sens aux nouveaux phénomènes et territoires urbains.

#### Années 1990
La ville en reconstruction des années 1990 met en scène la tentative de refonder la métropole et la pensée urbaine à partir de la réappropriation et de la conception stratégique d'espaces dits « d'opportunité », et de réaménagement, par de grandes interventions urbanistiques dans des aires sélectionnées et exclusives de la ville. La nouvelle ville nécessite d'être repensée depuis ses fondements afin de définir sa nouvelle identité et fonctionnalité, avec le regard posé sur son potentiel spécifique orienté vers la concurrence changeante sur les marchés mondiaux, résultat des campagnes de communication et des nouvelles opportunités offertes par l'espace de flux,.

### XXIesiècle
La littérature, le cinéma, et l’art en général, au seuil du troisième millénaire, continuent d’explorer avec insistance la ville, en interrogeant les traces laissées par les tensions et déchirures produites tout au long de sa reconstruction, en faisant un travail de lecture et de mémoire de ses formes, de ses lieux et de ses paysages. Le paysage urbain est cible d’un nouveau regard, révélateur non seulement d'espaces et d'objets, mais aussi de corps et de pratiques sociales et culturelles qui réclament une attitude interprétative et une lecture attentive des villes dans le contexte de ce qu’on a convenu de nommer processus de revitalisation ou de régénération urbaine, après les crises des années 1970,.
La nouvelle ville est caractérisée non pas par l’industrie et la prolétarisation, mais par le travail de bureau, la consommation et la suburbanisation. Les villes sont devenues des pôles d’information et de services d’un processus d’urbanisation global qui se reflète dans les grandes zones métropolitaines et, surtout, dans l'établissement de réseaux de villes articulés autour de l’offre de services et d’informations. Les grands événements, les campagnes de promotion et les projets architecturaux emblématiques occupent alors la place principale dans l’agenda politique des villes. La construction d’espaces résidentiels d’élite se combine, dans ce contexte, avec celle d’infrastructures et d’espaces qui symbolisent la créativité, l’innovation et l’avant-garde.
Parallèlement, les centres historiques tendent à une dégradation, suivie d'un processus de rénovation. De villes aux centres marqués par une empreinte historique profonde, on passe aux villes polycentriques qui, avec les loisirs et le shopping comme points de repère, basent leur stratégie de promotion sur des mégacomplexes avec lesquels elles identifient leur image. Les institutions tentent de donner du sens et de la continuité à la ville en produisant d'imaginaires à travers des médias, où se combinent des images qui font allusion à la fois à un patrimoine architectural ancien et à des espaces de loisirs modernes ou à de nouveaux bâtiments emblématiques. Dans ce contexte, l’architecture s'est montrée comme une forme de spectacle et comme une idéologie, utilisée depuis le pouvoir comme un signe de régénération ou de rénovation d’une ville pour la « mettre sur la carte ». Dans les mots du sociologue Manuel Castells, :
« […] des mythes qui ont une sorte de besoin compensatoire et qui expriment la frustration de l’expérience sociale dans les villes. [,,,[ Un autre est celui forgé dans les usines à rêves modernes (les médias, la publicité, la Grande Architecture, etc.) : il s'agit de centres commerciaux, de parcs à thème ; utopies et uchronies apparentes où tout commence et finit dans un festin de consommation dirigée. C'est le jeu de simulation, le loisir programmé, efficient, sans risque et très prévisible qui est postulé comme la grande expérience culturelle de notre époque »
La transformation des métropoles et capitales occidentales en espaces d’opportunités, disponibles pour de nouvelles appropriations de sens, à la recherche de positions compétitives sur le marché mondial des villes qui rivalisent pour attirer des ressources économiques et des services, suscite l'interrogation ultime que le regard cinématographique et littéraire projette sur la ville.
En apparence, tout devient tactile et visible, mais vide de tout sens profond, désactivant ainsi les grands thèmes qui accompagnaient la pensée classique de l'urbanisme, la ségrégation, les déséquilibres sociaux et les tensions qui ont historiquement accompagné la construction de la ville. La ville se transforme en parc à thème, émulation d’autres monuments urbains ou simulacre des espaces publics d'autrefois. Accessibilité, image et emblème constituent les trois éléments de la ville spectacle fonctionnant simultanément comme des éléments dynamisateurs du marché. Dans ce contexte, les bâtiments deviennent des produits publicitaires, une série de symboles extérieurs et visibles des possibilités de la nouvelle ville.

## Les guides touristiques
Les guides construisent l’espace avec des itinéraires à partir desquels les visiteurs développeront leurs propres pratiques spatiales d’une manière plus ou moins fidèle à celle proposée. Une fois les itinéraires indiqués réalisés et les points de repère correspondants visités, les touristes reviendront de leur destination chargés d'images photographiques qui reproduiront celles contenues dans les guides. Les textes répondent à la prétention de présenter la ville dans sa totalité et aspirent à faire en sorte que cette image globale perdure, dans la mesure où ils sont des instruments de production et de reproduction d'images qui conditionneront la décision, l'évaluation, les attentes et le comportement du touriste puisqu'ils créent des idées préconçues sur la destination. Les récits des guides situent, signifient et contextualisent sémantiquement la destination, et une relation dialectique entre objets et sujets se produit, traversée par de nombreuses médiations et expériences. Les concepts figurant dans les textes permettent de repositionner la ville sur le plan discursif pour générer des pratiques touristiques. Ce qui est photogéniquement touristique se limite à une représentation de la métropole où le contenant prime et non le contenu, où les stéréotypes et les clichés anciens et nouveaux se renforcent et où les identités partielles qui façonnent l’identité spatiale de la ville sont reconcentrées. Le résultat est efficace puisqu’un imaginaire urbain se construit, qui fonctionne comme un journal des désirs, des mouvements, du temps et de la consommation ; un imaginaire présenté de telle sorte que les transformations d'un lieu survenues dans l'espace et le temps sont montrées et justifiées, en introduisant des anciens et nouveaux actifs générés. Les guides cataloguent et inventorient, ils enregistrent, hiérarchisent et sélectionnent ce qu’il faut voir et comment il faut le voir, ce qui permet d’entrevoir de nouveaux référents et d’observer les ponts tracés entre le passé et le présent.
Le comportement du touriste est ce qui établit progressivement que certains lieux soient transformés en attractions touristiques à partir de certains signes,. Dans ce processus, le touriste, une vue et ses marqueurs interagissent, car l'attraction touristique est « une relation empirique entre le touriste, une vue et un marqueur (une information empirique sur la vue) ». Une fois qu’un lieu a été valorisé à partir des expériences qu’il délivre aux visiteurs, il finit par devenir une attraction. Ainsi, autour de ces attractions se succèdent des rituels de comportement et de sacralisation des visites touristiques, générant des espaces sociaux et culturels qui donnent vie à de véritables « districts touristiques » où se déroulent la vie sociale et l'expérience du touriste, une expérience nouvelle fruit de la modernité.
La transformation en clichés, le processus par lequel se produit dans l'imaginaire la construction des clichés, fonctionne comme une médiation culturelle entre les contextes culturels d'origine et d'arrivée du visiteur, de sorte qu'elle aide le touriste à reconnaître ou à identifier l'objet ou le lieu qui est décrit. Les clichés remplissent ainsi le rôle de culturèmes (en), compris comme « notions spécifico-culturelles d'un pays ou d'un milieu culturel » et « unités sémiotiques contenant des idées de caractère culturel avec lesquelles un texte est orné et également autour desquelles il est possible de construire des discours »,.